# Campeonato Mundial de Natação em Piscina Curta de 2022 - 200 m livre masculino
A prova dos 200 metros nado livre masculino do Campeonato Mundial de Natação em Piscina Curta de 2022 foi disputada no dia 18 de dezembro de 2022, no Melbourne Sports and Aquatics Centre, em Melbourne, na Austrália.

## Recordes
Antes desta competição, os recordes mundiais e do campeonato nesta prova eram os seguintes:
|                       | Nome            | Nacionalidade | Tempo   | Local    | Data                   |
| --------------------- | --------------- | ------------- | ------- | -------- | ---------------------- |
| Recorde mundial       | Paul Biedermann | Alemanha      | 1:39.37 | Berlim   | 15 de novembro de 2009 |
| Recorde do campeonato | Danas Rapšys    | Lituânia      | 1:40.95 | Hangzhou | 14 de dezembro de 2018 |

Os seguintes recordes mundiais ou do campeonato foram estabelecidos durante esta competição:
| Data           | Evento | Nome          | Nacionalidade | Tempo   | Notas                 |
| -------------- | ------ | ------------- | ------------- | ------- | --------------------- |
| 18 de dezembro | Final  | Hwang Sun-woo | Coreia do Sul | 1:39.72 | Recorde do campeonato |

## Medalhistas
| Ouro                | Prata                | Bronze         |
| Hwang Sun-woo (KOR) | David Popovici (ROU) | Tom Dean (GBR) |

## Cronograma
Todos os horários são locais (UTC+11).
| Data           | Hora  | Evento        |
| -------------- | ----- | ------------- |
| 18 de dezembro | 11:23 | Eliminatórias |
| 18 de dezembro | 20:50 | Final         |

## Resultados

### Eliminatórias
As eliminatórias ocorreram no dia 18 de dezembro com início às 11:23.
| Colocação | Bateria | Raia | Nadador             | Nacionalidade          | Tempo   | Notas            |
| --------- | ------- | ---- | ------------------- | ---------------------- | ------- | ---------------- |
| 1         | 5       | 7    | Tom Dean            | Reino Unido            | 1:40.98 | Q                |
| 2         | 5       | 5    | Katsuhiro Matsumoto | Japão                  | 1:41.29 | Q,               |
| 3         | 5       | 3    | Maxime Grousset     | França                 | 1:41.79 | Q                |
| 4         | 6       | 3    | Drew Kibler         | Estados Unidos         | 1:41.88 | Q                |
| 5         | 6       | 5    | Danas Rapšys        | Lituânia               | 1:42.21 | Q                |
| 6         | 4       | 3    | David Popovici      | Roménia                | 1:42.31 | Q                |
| 7         | 4       | 6    | Thomas Neill        | Austrália              | 1:42.38 | Q                |
| 8         | 4       | 4    | Hwang Sun-woo       | Coreia do Sul          | 1:42.44 | Q                |
| 9         | 4       | 5    | Kieran Smith        | Estados Unidos         | 1:42.54 |                  |
| 10        | 5       | 6    | Antonio Djakovic    | Suíça                  | 1:43.04 |                  |
| 11        | 5       | 1    | Kregor Zirk         | Estónia                | 1:43.16 |                  |
| 12        | 6       | 7    | Roman Fuchs         | França                 | 1:43.17 |                  |
| 13        | 6       | 4    | Matthew Sates       | África do Sul          | 1:43.22 |                  |
| 14        | 4       | 1    | Petar Mitsin        | Bulgária               | 1:43.48 | Recorde nacional |
| 14        | 4       | 2    | Breno Correia       | Brasil                 | 1:43.48 |                  |
| 14        | 6       | 2    | Pan Zhanle          | China                  | 1:43.48 |                  |
| 17        | 5       | 2    | Matteo Ciampi       | Itália                 | 1:43.51 |                  |
| 18        | 6       | 6    | Luc Kroon           | Países Baixos          | 1:43.86 |                  |
| 19        | 4       | 7    | Hidenari Mano       | Japão                  | 1:44.20 |                  |
| 20        | 3       | 4    | Luis Domínguez      | Espanha                | 1:44.25 |                  |
| 21        | 6       | 1    | Velimir Stjepanović | Sérvia                 | 1:44.73 |                  |
| 22        | 4       | 8    | Carter Swift        | Nova Zelândia          | 1:44.88 |                  |
| 23        | 2       | 5    | Ruslan Gaziev       | Canadá                 | 1:44.97 |                  |
| 24        | 6       | 8    | Josha Salchow       | Alemanha               | 1:45.01 |                  |
| 25        | 5       | 8    | Isak Eliasson       | Suécia                 | 1:45.17 |                  |
| 26        | 3       | 6    | Ronny Brännkärr     | Finlândia              | 1:45.42 |                  |
| 27        | 3       | 5    | Joaquín Vargas      | Peru                   | 1:45.69 |                  |
| 28        | 3       | 1    | Ksawery Masiuk      | Polónia                | 1:46.51 |                  |
| 29        | 2       | 4    | Wesley Roberts      | Ilhas Cook             | 1:46.67 | Recorde nacional |
| 30        | 3       | 7    | Cheuk Ming Ho       | Hong Kong              | 1:47.30 |                  |
| 31        | 2       | 6    | Max Mannes          | Luxemburgo             | 1:47.41 |                  |
| 32        | 2       | 2    | Santiago Corredor   | Colômbia               | 1:47.47 |                  |
| 33        | 3       | 3    | Jakub Poliačik      | Eslováquia             | 1:47.48 |                  |
| 34        | 3       | 8    | Illia Linnyk        | Ucrânia                | 1:47.72 |                  |
| 35        | 3       | 2    | Mikel Schreuders    | Aruba                  | 1:47.74 |                  |
| 36        | 2       | 1    | Omar Abbass         | Síria                  | 1:48.73 | Recorde nacional |
| 37        | 2       | 3    | Luka Kukhalashvili  | Geórgia                | 1:49.38 |                  |
| 38        | 2       | 7    | Mark Ducaj          | Albânia                | 1:50.38 |                  |
| 39        | 2       | 8    | James Freeman       | Botswana               | 1:51.02 | Recorde nacional |
| 40        | 1       | 5    | Luke Thompson       | Bahamas                | 1:51.31 | Recorde nacional |
| 41        | 1       | 4    | Pavel Alovațki      | Moldávia               | 1:51.42 |                  |
| 42        | 1       | 6    | Matt Savitz         | Gibraltar              | 1:54.02 |                  |
| 43        | 1       | 3    | Jinnosuke Suzuki    | Marianas Setentrionais | 1:56.27 |                  |
| 44        | 1       | 2    | Israel Poppe        | Guam                   | 1:57.67 |                  |
| 45        | 1       | 7    | Sangay Tenzin       | Butão                  | 2:03.80 |                  |
| 46        | 1       | 1    | Ervin Shrestha      | Nepal                  | 2:05.03 |                  |
| 47        | 1       | 8    | Jeancarlo Calderon  | Panamá                 | DNS     | DNS              |
| 47        | 5       | 4    | Kyle Chalmers       | Austrália              | DNS     | DNS              |

### Final
A final foi realizada no dia 18 de dezembro com início às 20:50.
| Colocação         | Raia | Nadador             | Nacionalidade  | Tempo   | Notas            |
| ----------------- | ---- | ------------------- | -------------- | ------- | ---------------- |
| Medalha de ouro   | 8    | Hwang Sun-woo       | Coreia do Sul  | 1:39.72 | ,                |
| Medalha de prata  | 7    | David Popovici      | Roménia        | 1:40.79 | Recorde nacional |
| Medalha de bronze | 4    | Tom Dean            | Reino Unido    | 1:40.86 |                  |
| 4                 | 6    | Drew Kibler         | Estados Unidos | 1:41.44 |                  |
| 5                 | 1    | Thomas Neill        | Austrália      | 1:41.55 |                  |
| 6                 | 3    | Maxime Grousset     | França         | 1:41.56 |                  |
| 7                 | 2    | Danas Rapšys        | Lituânia       | 1:41.74 |                  |
| 8                 | 5    | Katsuhiro Matsumoto | Japão          | 1:41.91 |                  |

Legenda
| Recorde mundial       | Recorde mundial (World record)               |                       | Recorde africano                      | Recorde africano (African) |                                           | Q | Classificado por posição (Qualified) |
| Recorde do campeonato | Recorde do campeonato (Championship record)  | Recorde da América    | Recorde da América (Americas)         | q                          | Classificado por melhor tempo (Qualified) |   |                                      |
| Melhor marca do ano   | Melhor marca do ano (World leading)          | Recorde asiático      | Recorde asiático (Asian)              | DNS                        | Não largou (Did not start)                |   |                                      |
| Recorde nacional      | Recorde nacional (National record)           | Recorde europeu       | Recorde europeu (European)            | DNF                        | Não terminou (Did not finish)             |   |                                      |
| Recorde pessoal       | Recorde pessoal do atleta (Personal best)    | Recorde da Oceania    | Recorde da Oceania (Oceania)          | DSQ / DQ                   | Desclassificado (Disqualified)            |   |                                      |
| Recorde da temporada  | Recorde da temporada do atleta (Season best) | Recorde sul-americano | Recorde sul-americano (South America) | NM                         | Sem marca (No mark)                       |   |                                      |